# Niederländische Davis-Cup-Mannschaft
Die niederländische Davis-Cup-Mannschaft ist die Tennisnationalmannschaft der Niederlande. Der Davis Cup ist der wichtigste Wettbewerb für Nationalmannschaften im Herren-Tennis, analog zum Fed Cup bei den Damen.

## Geschichte
1920 nahm die Niederlande erstmals am Davis Cup teil. Das beste Ergebnis erzielten sie 2001, als sie bis ins Halbfinale vorrücken konnten. Dort unterlag das Team jedoch dem späteren Sieger Frankreich knapp mit 2:3. Die meisten Siege für die niederländische Mannschaft konnte Hendrik Timmer mit 43 Erfolgen verbuchen, davon 32 im Einzel. Rekordspieler ist Paul Haarhuis mit 27 Partien innerhalb von 16 Jahren.